# Inodrillia martha
Inodrillia martha är en snäckart som beskrevs av Bartsch 1943. Inodrillia martha ingår i släktet Inodrillia och familjen Turridae. Inga underarter finns listade i Catalogue of Life.